# Sport Lisboa e Benfica (hockey su pista)
Lo Sport Lisboa e Benfica è la sezione di hockey su pista della società polisportiva SL Benfica fondata nel 1917 ed avente sede a Lisbona.
Nella sua storia ha vinto in ambito nazionale 24 campionati nazionali, 15 Coppe del Portogallo, 9 Supercoppe portoghesi e 2 Elite Cup. In ambito internazionale vanta 2 Euroleghe, 2 Coppe CERS, 3 Coppa Continentale e 2 Coppa Intercontinentale.
La squadra disputa le proprie gare interne presso il Pavilhão da Luz Nº 1, a Lisbona.

## Palmarès

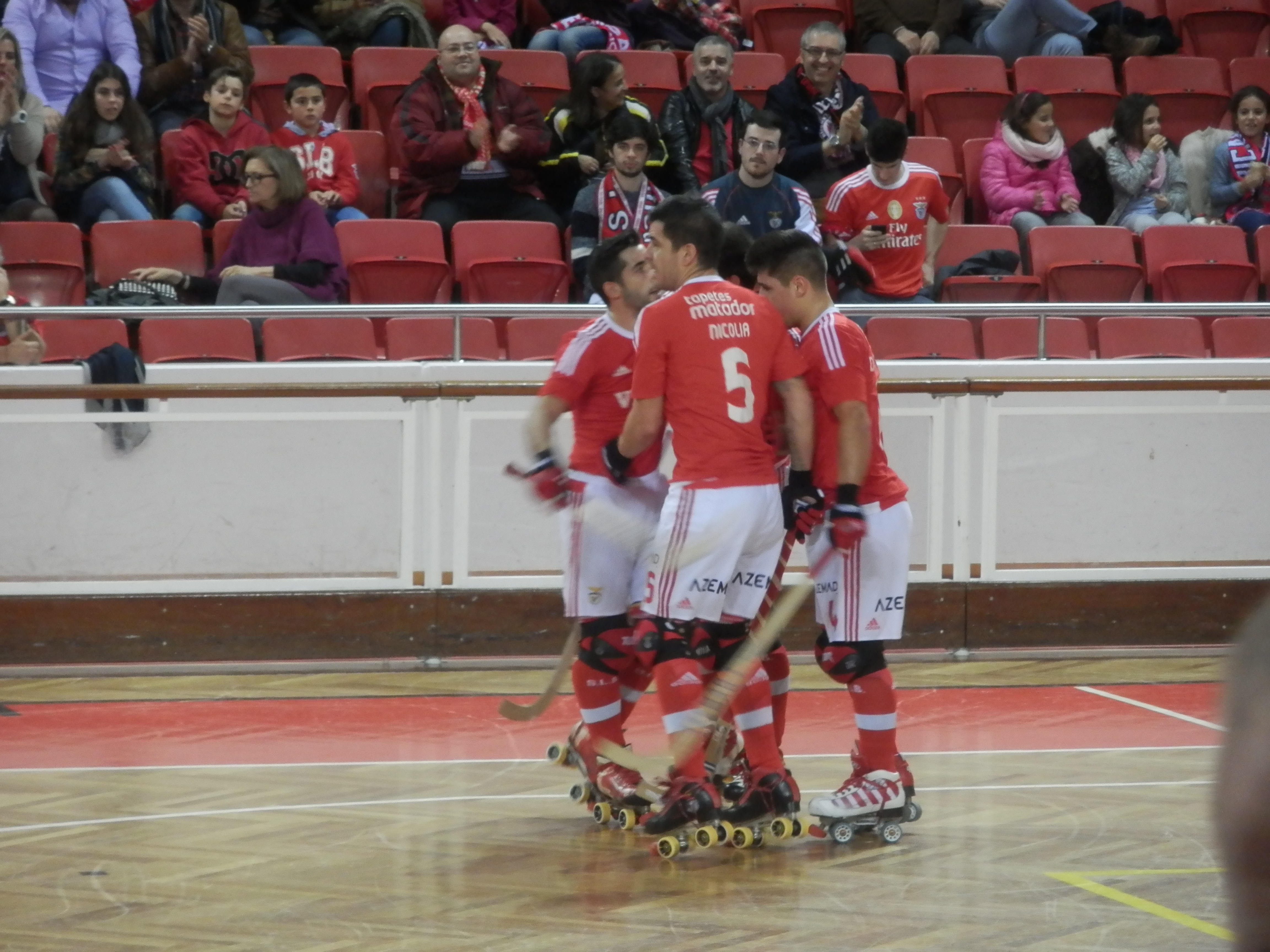
Carlos Nicolia, Diogo Rafael, Valter Neves.

### Competizioni nazionali
50 trofei
- Campionato portoghese: 24 (record condiviso con il Porto)

1951, 1952, 1956, 1957, 1960, 1961, 1966, 1967, 1968, 1970, 1972, 1974, 1979, 1980, 1981, 1991-1992, 1993-1994, 1994-1995, 1996-1997, 1997-1998, 2011-2012, 2014-2015, 2015-2016, 2022-2023
- Coppa del Portogallo: 15

1963, 1977-1978, 1978-1979, 1979-1980, 1980-1981, 1981-1982, 1990-1991, 1993-1994, 1994-1995, 1999-2000, 2000-2001, 2001-2002, 2009-2010, 2013-2014, 2014-2015
- Supercoppa del Portogallo: 9

1992, 1995, 1997, 2001, 2002, 2010, 2012, 2022, 2023
- Elite Cup: 3 (record)

2017, 2023, 2024

### Competizioni internazionali
10 trofei
- Coppa dei Campioni/Champions League/Eurolega: 2

2012-2013, 2015-2016
- Coppa CERS/WSE: 2

1990-1991, 2010-2011
- Supercoppa d'Europa/Coppa Continentale: 3 (record portoghese)

2011-2012, 2013-2014, 2016-2017
- Coppa Intercontinentale: 2 (record portoghese)

2013, 2017
- Coppa delle Nazioni: 1

1962

## Statistiche

### Partecipazioni ai campionati
| Livello | Categoria  | Partecipazioni | Debutto | Ultima stagione |
| ------- | ---------- | -------------- | ------- | --------------- |
| 1º      | 1ª Divisão | 84             | 1939    | 2023-2024       |

### Partecipazioni alla coppe nazionali
| Competizione              | Partecipazioni | Debutto | Ultima stagione |
| ------------------------- | -------------- | ------- | --------------- |
| Coppa del Portogallo      | 51             | 1963    | 2023-2024       |
| Supercoppa del Portogallo | 21             | 1982    | 2023            |
| Elite Cup                 | 7              | 2016    | 2023            |

### Partecipazioni alla coppe internazionali
| Competizione                                 | Partecipazioni | Debutto   | Ultima stagione |
| -------------------------------------------- | -------------- | --------- | --------------- |
| Coppa dei Campioni/Champions League/Eurolega | 33             | 1967-1968 | 2023-2024       |
| Coppa CERS/WSE                               | 9              | 1984-1985 | 2010-2011       |
| Coppa delle Coppe                            | 5              | 1978-1979 | 1993-1994       |
| Coppa Continentale                           | 3              | 2011-2012 | 2016-2017       |
| Coppa Intercontinentale                      | 2              | 2013      | 2017            |
| Coppa del Mondo per club                     | 1              | 2006      | 2006            |

## Organico 2023-2024

### Giocatori
| N° | Naz.                  | Ruolo | Sportivo             |  |  |  |
| -- | --------------------- | ----- | -------------------- |  |  |  |
| 1  | Portogallo (bandiera) | P     | Pedro Henriques      |  |  |  |
| 3  | Portogallo (bandiera) | P     | Zé Miranda           |  |  |  |
| 4  | Portogallo (bandiera) | E     | Diogo Rafael         |  |  |  |
| 5  | Argentina (bandiera)  | E     | Carlos Nicolía       |  |  |  |
| 7  | Argentina (bandiera)  | E     | Pablo Álvarez Vera   |  |  |  |
| 9  | Argentina (bandiera)  | E     | Lucas Ordóñez        |  |  |  |
| 10 | Spagna (bandiera)     | E     | Pol Manrubia         |  |  |  |
| 12 | Portogallo (bandiera) | P     | Bernardo Mendes      |  |  |  |
| 24 | Spagna (bandiera)     | E     | Nil Roca             |  |  |  |
| 68 | Francia (bandiera)    | E     | Roberto Di Benedetto |  |  |  |
| 71 | Portogallo (bandiera) | E     | Gonçalo Pinto        |  |  |  |
| 75 | Portogallo (bandiera) | E     | Lucas Honorio        |  |  |  |

### Staff tecnico
- Allenatore:  Nuno Resende

### Annotazioni
1. 1 2 3 4  Posizione in classifica e/o turno al momento dell'interruzione delle varie competizioni nelle stagioni 2019-2020 e 2020-2021 a causa del diffondersi della pandemia di COVID-19 in Europa

### Fonti
1. ↑  Il campionato nazionale non venne disputato perché la Direzione Generale dello Sport dichiarò che mancavano i mezzi logistici e finanziari per organizzare una competizione nazionale.
2. ↑  Il campionato nazionale non venne disputato perché le squadre delle federazioni regionali di Braga, Porto, Coimbra, Leiria, Azzorre e Lourenço Marques si rifiutarono di per organizzare una competizione nazionale.